# La Revolución Social
La Revolución Social va ser un setmanari internacionalista creat a Palma el 1871. Aquest va ser l'òrgan d'expressió de la Federació Palmesana de l'Associació Internacional de Treballadors i fou el successor del diari El Obrero (1869-1870). La nova capçalera va sortir a la llum el 8 de gener de 1871, però només se'n publicaren 3 números. L'últim sortí publicat el 22 de gener de 1871. El seu subtítol era: Aspiramos a La Igualdad de clases por la igualdad económica de todos. Esto solo es posible después de la Revolución Social.
La seva seu estava ubicada al número 48 de la Porta de Sant Antoni de Palma. El setmanari constava de quatre pàgines i el seu consell de redacció estava format per Francesc Tomàs Oliver, Joan Sánchez, Miquel Fornés, Joan Rotger i Miquel Arbós. Probablement varen suspendre la seva edició a causa de l'alta fiança que varen haver de pagar per treure de la presó a un dels seus redactors, Francesc Tomàs Oliver, empresonat per un article publicat al mateix setmanari.
Els anarquistes mallorquins el 1873 anunciaven que treurien a la llum una nova publicació titulada El Proletario, però no es sap si va arribar a publicar-se ja que no se'n conserva cap exemplar.